# 安曇野市図書館
安曇野市図書館（あづみのしとしょかん）は、長野県安曇野市にある公共図書館。図書館法第10条、安曇野市図書館条例（平成18年3月27日条例第23号）に基づき設置・運営され、本館の中央図書館と4つの分館で構成される。安曇野市内・松本広域連合構成市村の在住者・在勤者・在学者および大町市・池田町・松川村の在住者が貸出利用可能である。

## 前史
豊科町立図書館は、明治43年（1910年）に豊科小学校内に併設され、その後、「明治記念図書館」と改称され、昭和23年（1948年）の公民館設置まで運営された。同27年（1952年）には専任職員を採用し、南安曇郡唯一の常設図書館となり、同42年（1967年）、公民館から独立し、豊科町立図書館となった。
穂高町立図書館は、昭和49年（1974年）に穂高公民館内に開館し、同55年（1980年）に旧穂高町民会館に移転した。
明科町立図書館は平成15年（2003年）開館、三郷図書館・堀金図書館は平成17年（2005年）の安曇野市発足に伴い開館した。
　

## 図書館
| 中央図書館 | JP-1001706 | 安曇野市穂高6765番地2 穂高交流学習センター「みらい」内               | 2009年 | 1,820 m2 | 21万2,988冊 | 9時 - 20時 | 9時 - 18時 |            |            |
| 豊科図書館 | JP-1001707 | 安曇野市豊科5609番地3 豊科交流学習センター「きぼう」内               | 2011年 | 1,089 m2 | 8万6,031冊  | 9時 - 18時 | 9時 - 18時 | 9時 - 18時 | 9時 - 18時 |
| 三郷図書館 | JP-1001708 | 安野市三郷明盛4810番地1 三郷交流学習センター「ゆりのき」内           | 2018年 | 961 m2   | 4万6,976冊  | 9時 - 18時 | 9時 - 18時 | 9時 - 18時 | 9時 - 18時 |
| 堀金図書館 | JP-1001709 | 安曇野市堀金烏川2750番地1 堀金複合施設内                             | 2005年 | 700 m2   | 4万2,132冊  | 9時 - 18時 | 9時 - 18時 | 9時 - 18時 | 9時 - 18時 |
| 明科図書館 | JP-1001710 | 安曇野市明科中川手6814番地1 子どもと大人の交流学習施設「ひまわり」内 | 2005年 | 817 m2   | 4万8,349冊  | 9時 - 18時 | 9時 - 18時 | 9時 - 18時 | 9時 - 18時 |

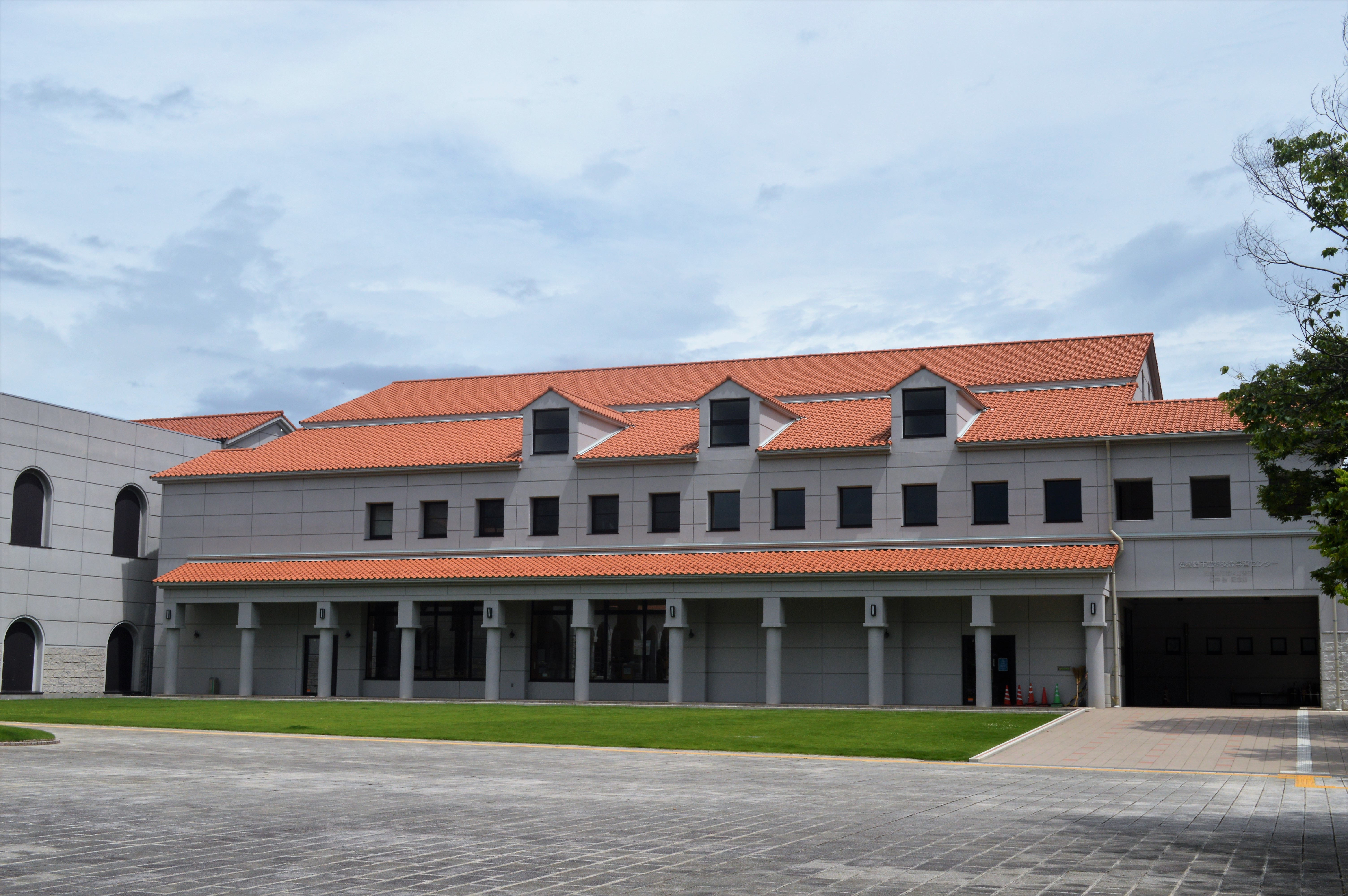
豊科図書館（豊科交流学習センター「きぼう」）
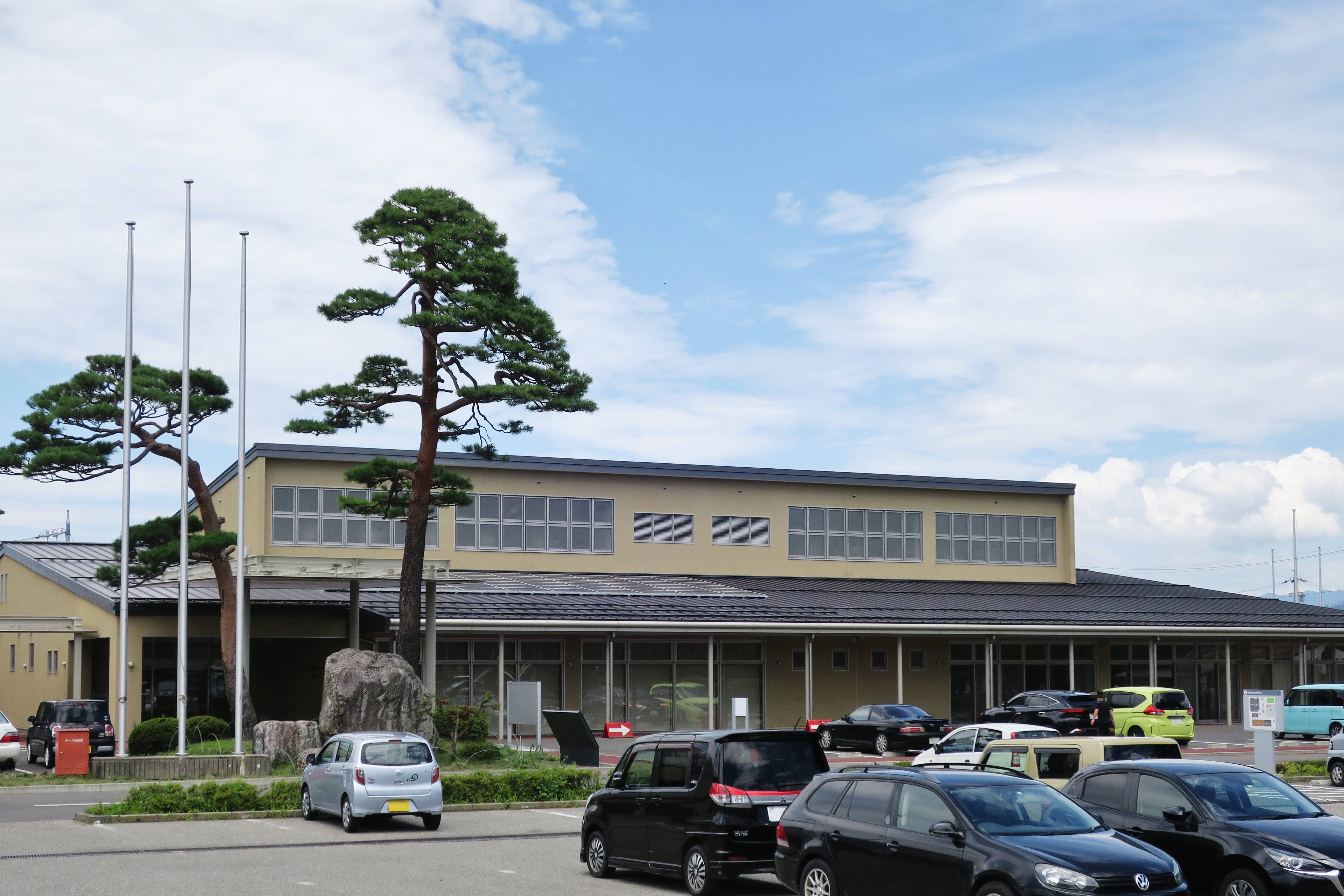
三郷図書館（三郷交流学習センター）